# Vshodî, Ugra
Vshodî (în rusă Всходы) este un sat din raionul Ugra, regiunea Smolensk, Federația Rusă. 